# خانه مصطفی آذرآباد
خانه مصطفی آذرآباد مربوط به دوره قاجار است و در دزفول، محله لوریان واقع شده و این اثر در تاریخ ۱۷ اسفند ۱۳۸۱ با شمارهٔ ثبت ۷۹۰۴ به‌عنوان یکی از آثار ملی ایران به ثبت رسیده است.